# Protohistòria
La protohistòria se situa cronològicament entre la prehistòria i la història. Les fonts per al seu estudi són gairebé completament arqueològiques, encara que també n'existeixen tradicions orals.
Tenint en compte que els mil·lennis que van des de la invenció de l'escriptura (en distints llocs en tot el món, dels quals Orient Pròxim va ser el primer) fins a la seva difusió per tot el món (particularment per Europa i la conca del Mediterrani en el cas citat), poden utilitzar-se les fonts escrites per grecs, fenicis, hebreus o egipcis per a l'estudi d'aquest temps (mil·lennis IV aC al I aC) i aquests llocs, que pròpiament no havien entrat en la història.
Sol incloure's tant en l'estudi del final de la prehistòria, com en l'inici de la història antiga. Aquesta és una època en la qual les distintes civilitzacions es van desenvolupar culturalment, aconseguint l'inici de l'escriptura i de la metal·lúrgia. Sol relacionar-se amb la segona edat del ferro, per ser aquesta la darrera fase de la prehistòria.